# NGC 2843
NGC 2843 est une lointaine galaxie lenticulaire située dans la constellation du Cancer. NGC 2843 a été découverte par l'astronome germano-britannique William Herschel en 1784.

## Caractéristiques
Sa vitesse par rapport au fond diffus cosmologique est de 17 308 ± 21 km/s, ce qui correspond à une distance de Hubble de 255 ± 18 Mpc (∼832 millions d'al).